# Donella Meadows
Donella H. "Dana" Meadows (Illinois,13 de març de 1941 - New Hampshire, 20 de febrer de 2001) va ser una científica ambiental americana pionera, professora i escriptora. És més coneguda com l'autora principal de l'influent llibre The Limits to Growth i Thinking in Systems: a Primer.

## Biografia
Nascuda a Elgin, Illinois, Meadows va ser educada en ciència, es va graduar en Química pel Carleton College el 1963, i es va doctorar en biofísica per Harvard el 1968. A la tornada d'un viatge d'un any des d'Anglaterra a Sri Lanka es va convertir en investigadora del MIT, com a membre d'un equip del departament creat per Jay Forrester, l'inventor de la dinàmica de sistemes com a principi de l'emmagatzematge de dades magnètiques en els ordinadors. Va ensenyar al Dartmouth College durant 29 anys, a partir de 1972. Va morir el 2001 a causa d'una infecció bacteriana.
Meadows va escriure una columna setmanal anomenada "The Global Citizen", comentant els esdeveniments mundials des del punt de vista dels sistemes. Moltes d'aquestes columnes es van compilar i publicar com a llibre. El seu treball es reconeix com una influència formativa en centenars d'altres estudis acadèmics, iniciatives de política governamental i acords internacionals.
Meadows va ser membre de l'Associació dels Estats Units per al Club de Roma, que va instituir un premi en la seva memòria: "L'Associació dels EUA al Premi Donella Meadows del Club de Roma per Accions Globals Sostenibles". Aquest guardó es concedeix a una persona destacada que ha creat accions en un marc global cap als objectius de sostenibilitat que Meadows va exposar en els seus escrits.

## Treball
El 1972, va formar part de l'equip del MIT que va fabricar el model informàtic global "World3" del Club de Roma, que va proporcionar la base de The Limits to Growth. El llibre presenta un estudi sobre les tendències globals a llarg termini en la població, l'economia i el medi ambient. El llibre va donar lloc a titulars arreu del món i va començar un debat sobre els límits de la capacitat de la Terra per donar suport a l'expansió econòmica humana: un debat que continua fins avui. Meadows va ser l'autora principal, encara que el llibre va comptar amb tres autors, incloent el seu marit Dennis Meadows, Jørgen Randers i William W. Behrens III.
L'any 1982, Donella Meadows i Dennis Meadows van crear una "xarxa de xarxes" internacional per a investigadors destacats en matèria de recursos, conservació del medi ambient, modelització de sistemes i sostenibilitat. Des de la seva fundació, els membres s'han reunit al llac Balaton, a Hongria, cada tardor. Tot i que el nom formal de la xarxa era la Xarxa Internacional d'Centres d'Informació sobre Recursos (INRIC), es va fer més coneguda popularment com el Grup Balaton en funció de la ubicació de les seves reunions.Des de la seva primera reunió, gairebé 400 participants de més de 40 països han participat en el grup. Al voltant d'un terç dels participants han estat dones. El llac Balaton va ser escollit com a lloc de la primera reunió, perquè Hongria facilitava la trobada de científics i professionals d'Orient i Occident, Nord i Sud. Hongria ha estat el lloc de la reunió anual.
Donella Meadows va ser la fundadora de l'Institut de Sostenibilitat, que va combinar la recerca en sistemes globals amb demostracions pràctiques de vida sostenible, incloent el desenvolupament d'un cohabitatge i una granja ecològica a Cobb Hill, a Hartland, Vermont, als Estats Units. El 2011, l'Institut de Sostenibilitat, originalment situat al costat de Cobb Hill, va passar a denominar-se l'Institut Donella Meadows i va traslladar les seves oficines a Norwich, Vermont. Altres organitzacions que van sorgir de l'Institut de Sostenibilitat inclouen el Sustainable Food Lab, Climate Interactive, i la Sustainability Leaders Network.
El 1990, Donella Meadows va publicar l'informe State of the Village sota el títol "Qui viu al poble global "? on va comparar el món amb un poble de 1.000 habitants. A partir d'aquest moment, "Si el món fos un poble de 100 persones", derivat del seu treball, però reduint encara més el nombre d'habitants a 100 persones, ha estat publicat per altres en anglès, espanyol i japonès.
El 1997 Donella Meadows va publicar Leverage Points: Places to Intervene in a System (Punts de palanca: llocs per intervenir en un sistema) on descriu quins tipus d'intervencions en un sistema (de qualsevol tipus) són més eficaces i les que són menys efectives.